# Patrick Dalzel-Job
Patrick Dalzel-Job (1er juin 1913 - 14 octobre 2003), est un officier naval britannique et commando de la Seconde Guerre mondiale.
Il est essentiellement connu pour avoir été l'une des principales inspirations de Ian Fleming, qui l'avait côtoyé, pour le personnage de James Bond, et pour avoir évacué, contre les ordres de son commandement, la population civile du port de Narvik quelques jours avant son bombardement par l'armée allemande en mai 1940. Le roi de Norvège Haakon VII lui accordera pour cette action la croix de chevalier de l'Ordre de Saint-Olaf, ce qui lui permettra d'échapper à la cour martiale.